# Shoghi Effendi
Shoghí Effendí Rabbání (1. března 1897, Akko – 4. listopadu 1957, Londýn), známější spíše jako Shoghi Effendi byl od roku 1921 až do své smrti v roce 1957 Strážce víry Baha'i. Byl pravnukem zakladatele Bahá'í víry – Bahá’u’lláha a významně se zasloužil o vybudování jedinečného systému Bahá'í správy, která spočívá v demokraticky volených a pravidelně obnovovaných institucích. Od jeho smrti je nejvyšší Bahá’í institucí demokraticky volený Světový dům spravedlnosti.